# De Ploeg (Groningen)

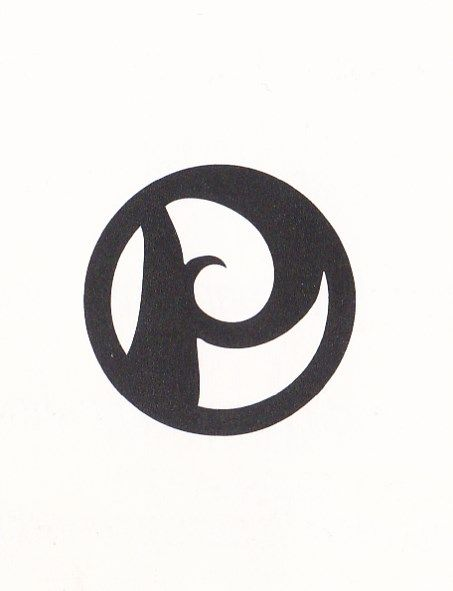
Logo, ontworpen door Alida Pott

De Ploeg is een kunstenaarscollectief dat in 1918 in de stad Groningen werd opgericht. De leden zijn vooral kunstschilders, maar ook musici en literatoren zijn lid geweest van de Groninger Kunstkring De Ploeg.

## Ontstaan
Van 10 tot 25 maart 1918 was in het Groninger Museum een tentoonstelling van schilderijen georganiseerd door het Kunstlievend Genootschap Pictura. Pictura, opgericht in 1832, wordt gerekend tot de oudste kunstlievende genootschappen in Nederland. Men kon er werken zien van een groot aantal Groningse kunstenaars. Veel van de exposanten hebben nooit een grote bekendheid gekregen. Behalve de latere Ploegschilders Jan Altink en Jan Jordens deed ook de wat oudere F.H. Bach (docent van de Academie Minerva) aan deze tentoonstelling mee.
Na afloop van deze tentoonstelling werd door een aantal oudere, reeds gevestigde, kunstenaars getracht een schildersvereniging op te richten. Dat mislukte, maar een aantal jongeren nam het initiatief over. Zij richtten op 1 mei 1918 de Groninger Kunstkring De Ploeg op. Jan Wiegers, Johan Dijkstra, Jan Altink, George Martens, Alida Jantina Pott , Simon Steenmeijer en Jan Willem Barendregt behoorden tot de leden van het eerste uur. Met de naam De Ploeg wilde men aangeven dat er op kunstgebied in Groningen iets nieuws ontwikkeld moest worden. De naam is bedacht door Jan Altink. Hij wilde de Groninger kunst gaan "ontginnen" en dacht daarbij aan het omwoelen van aarde. Hierbij is een ploeg nodig, vandaar de naam. De statuten waren van dit streven geen afspiegeling. Er werd een zeer pragmatisch doel omschreven: …’Groninger artiesten nader tot elkaar brengen en het kunstleven op alle wijzen te bevorderen’. De Ploeg kende geen artistiek manifest.
In de periode 1900-1918 was er in de zalen van het Genootschap Pictura regelmatig werk te zien geweest van baanbrekende Nederlandse en Vlaamse schilders, maar erg veel invloed lijken die niet gehad te hebben op de artistieke productie van De Ploeg in de eerste jaren.

### Het Gronings expressionisme
Algemeen wordt erkend dat in 1921 een tijd van grote en intense activiteit begint. In de loop van 1921 keerde Jan Wiegers terug uit Davos. Met financiële steun van de Ploegleden had hij een jaar in een sanatorium kunnen verblijven. Daar maakte hij kennis met de Duitse expressionist Ernst Ludwig Kirchner (1880-1938), lid van de groep Die Brücke, de expressionistische stroming nu bekend van scherpe kleurcontrasten, hoekige lijnen en een impulsieve penseelvoering. Wiegers was een bewonderaar van de stijl van Kirchner en hij bracht zijn enthousiasme voor deze vorm van het expressionisme mee naar Groningen. Binnen De Ploeg ontstond een expressionistische voorhoede met Jan Altink, Jan Jordens, George Martens, Hendrik Werkman, Johan Dijkstra en uiteraard Jan Wiegers. Laatstgenoemde werd door Jacob Gerard Hansen geschetst als de ‘ceremoniemeester’.
Wiegers introduceerde ook een nieuwe schildertechniek, waarbij verf werd gemengd met bijenwas en benzine. De wasverftechniek werd door meerdere Ploegleden toegepast. Typerend voor de onderwerpen die de Ploegschilders uitwerkten, waren allereerst de talrijke portretten die men van elkaar en van vrienden maakte. Daarnaast nam het Groninger landschap een prominente plaats in. Een relatief hoog geplaatste horizon, een door weg of sloot geaccentueerd perspectief en contrasterende kleurvlakken zijn de kenmerkende stijlelementen van de schilderijen uit de hoogtijdagen van De Ploeg. Favoriet was het schilderen in de open lucht. Blauwborgje, een boerderij aan het Reitdiep, iets ten noorden van de stad Groningen, was een geliefde plek voor onderlinge discussies, portret- en landschapsstudies.

### Het constructivisme
In dezelfde periode ontwikkelden Wobbe Alkema en Jan van der Zee een eigen variant van het constructivisme. Zij werden Ploeglid in 1923 (Van der Zee) en 1924 (Alkema), maar waren al vanaf 1920 aan het werk in een geometrisch-abstracte stijl. Samen met Johan Faber richtten Van der Zee en Alkema het reclamebureau Atelier Voor Artistieke Reclame (AVAR) op. Steenbruggen (1999, 16) merkt over het verschil met de andere Ploegleden op: "Door uit te gaan van een objectief systeem van geometrische vormen en mathematische ordening dringt het constructivisme de invloed van de subjectieve ervaring, die met stromingen als het expressionisme zo op de voorgrond was getreden, terug."
In 1923 publiceert Hendrik Werkman zijn ‘druksels’, waarin duidelijk de invloed van het constructivisme zichtbaar is. In het tijdschrift The Next Call, door Werkman uitgegeven, is eveneens de invloed van het constructivisme, naast het dadaïsme aanwezig.

### Het expressief impressionisme
Met name Jan Altink geldt als de vertegenwoordiger van de meer impressionistische richting in De Ploeg, die zich na 1927 als een herkenbare richting bij de schilders van De Ploeg ontwikkelde. Behalve Jan Altink werkten ook Ekke Kleima en Jacob Gerard Hansen in deze stijl. Jacob Gerard Hansen maakte in 1928 en 1929 zogenaamde ‘benzinerelles’, aquarelachtige schilderijen op basis van met benzine verdunde olieverf. Daardoor werd het wit van de ondergrond doorschijnend en kregen deze werken een transparante uitstraling.

## Periodieke uitgaven
In de loop van 1921 besloten de Ploegleden een maandblad voor moderne kunst te gaan uitgeven. In oktober van dat jaar verscheen het eerste nummer van het Blad voor Kunst, gedrukt en uitgegeven door Hendrik Werkman. Er zijn in totaal 6 nummers verschenen. De redactie werd gevoerd door Jan Wiegers en Jan Gerrit Jordens (voor de beeldende kunst), August Defresne (letterkunde) en Daniël Ruyneman (muziek). De omslag voor het eerste nummer werd ontworpen door Jan Wiegers.
Ondanks de vele bijdragen van Ploegleden was het echter geen orgaan van De Ploeg. In 1924 verscheen Het Kouter (letterlijk ploegmes of ploegijzer), bedoeld om de Ploegideeën grotere bekendheid te geven. Er verschenen slechts 5 nummers. De inhoud bestond uit weergaven van lezingen, commentaren op culturele evenementen en afbeeldingen van houtsneden. Het vierde nummer van oktober 1925 diende tevens als tentoonstellingscatalogus.
Ten slotte moet in dit verband het periodiek The Next Call worden genoemd, een uitgave geassocieerd met De Ploeg, maar feitelijk het geesteskind van Hendrik Werkman. Het was een revolutionair geschrift met een unieke persoonlijke beeldtaal. The Next Call vertoonde dadaïstische trekken. Werkman verzette zich ermee tegen de (kunst)omgeving, ook tegen bepaalde ontwikkelingen binnen De Ploeg. De expressionistische toonzetting binnen De Ploeg in de periode 1922-1925 vond hij te beklemmend. Werkman stuurde de nummers van The Next Call naar avant-gardisten in het buitenland, waaronder Michel Seuphor (1901-1999). Op deze manier bereikten de typografische composities van Werkman een internationaal publiek. Totaal verschenen negen nummers.

## Andere uitgaven
De eerste Ploeguitgave verscheen in 1923. Het was Schemer, Verzen van Jozef Cohen, geïllustreerd met houtsneden van Johan Dijkstra. De tweede uitgave was het boekje Teekeningen: J. Wiegers, J. Altink, H.N. Werkman met bijschrift van J. Hansen dat in 1924 verscheen.
In 1926 publiceerde men de Ploegkalender, een verzameling losse bladen (46x28,5) met grafisch werk. In 1927 werd nog een boek gepubliceerd De Ploeg Groningen Holland 1927.
In 1936 verzorgde Werkman het Zwart-Wit boek, met bijdragen van Jan Gerrit Jordens, Jannes de Vries, Jan Altink, Ben Walrecht, Ekke Kleima en George Martens. Deze uitgave was de eerste in een kleine reeks.

## De periode 1930-1941
In deze periode bleven de leden van De Ploeg als collectief exposeren, maar de onderlinge verscheidenheid werd groter. Individueel bleven verschillende Ploegleden zich verder ontwikkelen, maar het elan van de periode 1922-1927 was niet meer aanwezig. Bij een bespreking van een Ploegtentoonstelling in 1937 werd geconstateerd: "(...) dat in het algemeen genomen het werk dezer kunstenaars gematigder is geworden. De vormgeving is minder tastend en zoekend bij verschillende der hier exposeerenden. Wilde haren vielen uit, groter bezonkenheid kwam er voor in de plaats (...)" (geciteerd bij Ten Bruggencate en Buschman, 1993, 33).
Bij Werkman was het elan evenwel niet verdwenen. In 1938 protesteert hij met een pamflet Preludium tegen de dreiging van middelmatigheid. Overigens, zegt Venema (1978, 231) "bleef hij met deze uitval een roepende in de woestijn; geen enkel teken wees er op, dat hij werd gehoord".
In 1941 legden de Ploegleden het verenigingsleven stil. Zij wensten niet te functioneren onder de door de Duitse bezetters in het leven geroepen Kultuurkamer.

### De Internationale tentoonstelling van 1933
Het 15-jarig bestaan van De Ploeg werd gevierd met een groot overzicht (137 kunstwerken) van de moderne kunst in Europa. Als locatie diende de rijzaal van de rijwielfabriek van Fongers aan de Hereweg in Groningen. Behalve werk van de Ploegleden was ook de top van de Europese kunstenaars vertegenwoordigd. Er waren werken van onder anderen Giorgio de Chirico, Paul Klee, James Ensor, Wassily Kandinsky, Constant Permeke en Pablo Picasso.

## De periode 1945-1990
In september 1945 kwamen de leden van De Ploeg weer bijeen en in januari 1946 werd onder grote belangstelling in de zalen van Pictura weer de gebruikelijke ledententoonstelling gehouden. De eerste 15 jaar na de Tweede Wereldoorlog werd het gezicht van De Ploeg nog steeds bepaald door de oudere generatie. Jan Wiegers was hoogleraar aan de Rijksacademie voor Beeldende Kunsten in Amsterdam geworden en Johan Dijkstra werkte aan de monumentale glas-in-loodramen van de aula van de Rijksuniversiteit van Groningen. Jan Altink, Jan Jordens, Johan Dijkstra en Hendrik de Vries kregen achtereenvolgens in de jaren vijftig de culturele prijs van de gemeente Groningen. Een aantal leden richtte in 1950 het kunstenaarscollectief Het Narrenschip op, dat zich afzette tegen het behoudende klimaat binnen De Ploeg.
Met de benoeming van Jos de Gruyter tot directeur van het Groninger Museum kreeg het kunstklimaat in de stad nieuwe impulsen en daarvan profiteerde ook De Ploeg.
In 1963 hervatte men binnen de kunstkring de traditie van het gezamenlijk vervaardigen van grafiek. Een andere traditie die in ere hersteld werd, was de Koppermaandag. Een van de kunstenaars drukte op de eerste maandag van een nieuw jaar de Kopperprent, die aangeboden werd aan de burgemeester.
In de jaren zestig nam het aantal kritische reacties op de exposities van Ploegleden toe. Men verweet de kunstkring de moderne ontwikkelingen in de kunst te negeren en schreef dit deels toe aan een te gering aantal jonge kunstenaars. Rond 1970 waren bijna alle leden ouder dan 55 jaar. In het najaar van 1978 werd met succes een ledenwerfactie gehouden. Het aantal leden steeg weer en de kunstkring werd verjongd. De Ploeg kende daarna een veelheid van disciplines en stijlen, zodat in de loop van de jaren tachtig werd besloten thematentoonstellingen te organiseren. Sommigen wensten het aantal leden nog verder uit te breiden, maar dit stuitte op verzet van hen die De Ploeg wilden blijven zien als ‘een Ploeg met vriendschapsbanden en collegialiteit’. Dit leidde tot een scheuring. Een aantal leden trad uit en richtte op 21 januari 1981 het Groninger Kunstenaars Kollektief (GKK) op.

## Het Ploeghuis en daarna
De Ploeg verwierf, door middel van de schilder Jan ten Hoope, die de vereniging door de moeilijke jaren na de scheuring met het GKK had gesleept, in 1996 een eigen galerie Het Ploeghuis, de oude beheerderswoning van Kunstlievend Genootschap Pictura aan de St. Walburgstraat. Het Ploeghuis was het onderkomen voor alle kunstactiviteiten van de Ploeg. Maandelijks vonden er exposities van het nieuwste werk van moderne leden van Ploeg plaats. De vereniging kende zelfs een eigen betaalde werknemer (Paul M. Borggreve).
In het begin van de 21e eeuw bevolkten kunstenaars als Lizette M. Veenhuizen, Petra van Kalker en Peter Wortel de vereniging. Een nieuw Ploegblad zag het licht: Zaaigoed, de Kopperprent kreeg een nieuwe opvolger in de Ploegprent, unieke kunstwerken van 30 bij 30 cm, die elk jaar in november worden gepresenteerd.
De Ploeg was actief in grote exposities in Nederland en Duitsland. De periode van hernieuwde bloei kwam in 2005 tot een einde vanwege financiële problemen, interne ruzies en strubbelingen met de huurbaas. De galerie stopte op 4 mei 2005.
De vereniging Groninger Kunstkring De Ploeg bestaat nog steeds. Jaarlijks organiseert de vereniging nog steeds een expositie in de provincie Groningen.
In 2025 werd een aan De Ploeg gewijd museum geopend in Wehe-Den Hoorn.

## Tentoonstellingen (selectie)
- De Ploeg in Bergen, de keuze van Henk van Os uit drie particuliere collecties, van 15 mei t/m 19 september 1999 in Museum Kranenburgh in Bergen.
- De Ploeg een keuze uit eigen collectie en aanwinsten van 12 november 2004 t/m 05 februari 2005 in het Groninger Museum in Groningen[2]
- De Ploeg verzameld van 30 september 2005 t/m 30 oktober 2005 in het Groninger Museum in Groningen[3]
- Plattegrond van de kunst en omstreken. De Ploeg en het naoorlogse modernisme van 26 juni tot en met 6 november 2011 in het Groninger Museum in Groningen[4]
- Het einde, een nieuw begin van 9 december 2012 t/m 28 april 2013 in het Museum de Oude Wolden in Bellingwolde[5]